# 33 Arietis
Désignations
33 Arietis (en abrégé 33 Ari) est une étoile binaire de la constellation du Bélier. 33 Arietis est sa désignation de Flamsteed. Sa magnitude apparente est de 5,33, ce qui la rend suffisamment brillante pour être vue à l'œil nu. Sur la base d'un décalage annuel de la parallaxe de 14,09 mas, elle est distance de la Terre d'environ 231 années-lumière (71 parsecs).
La composante primaire, désignée 33 Arietis A, est une étoile blanche de la séquence principale de magnitude 5,40 et de type spectral A3 V. Son compagnon, 33 Arietis B, est une étoile de magnitude 8,40 située à une distance angulaire de 28,6 secondes d'arc. Un excès d'infrarouge suggère la présence de poussière circumstellaire dans ce système. Dans la bande de 27 µm, ce disque de débris a une température moyenne de 815 K, ce qui le place à un rayon de 0,85 ua du composant principal. Un excès d'émission apparaît dans la bande à 70 µm, ce qui donne une température de 103 K et un rayon allant jusqu'à 42 ua.
33 Arietis était située dans la constellation obsolète de la Mouche boréale.